# Torre de Hercules (Villajoyosa, Alicante)

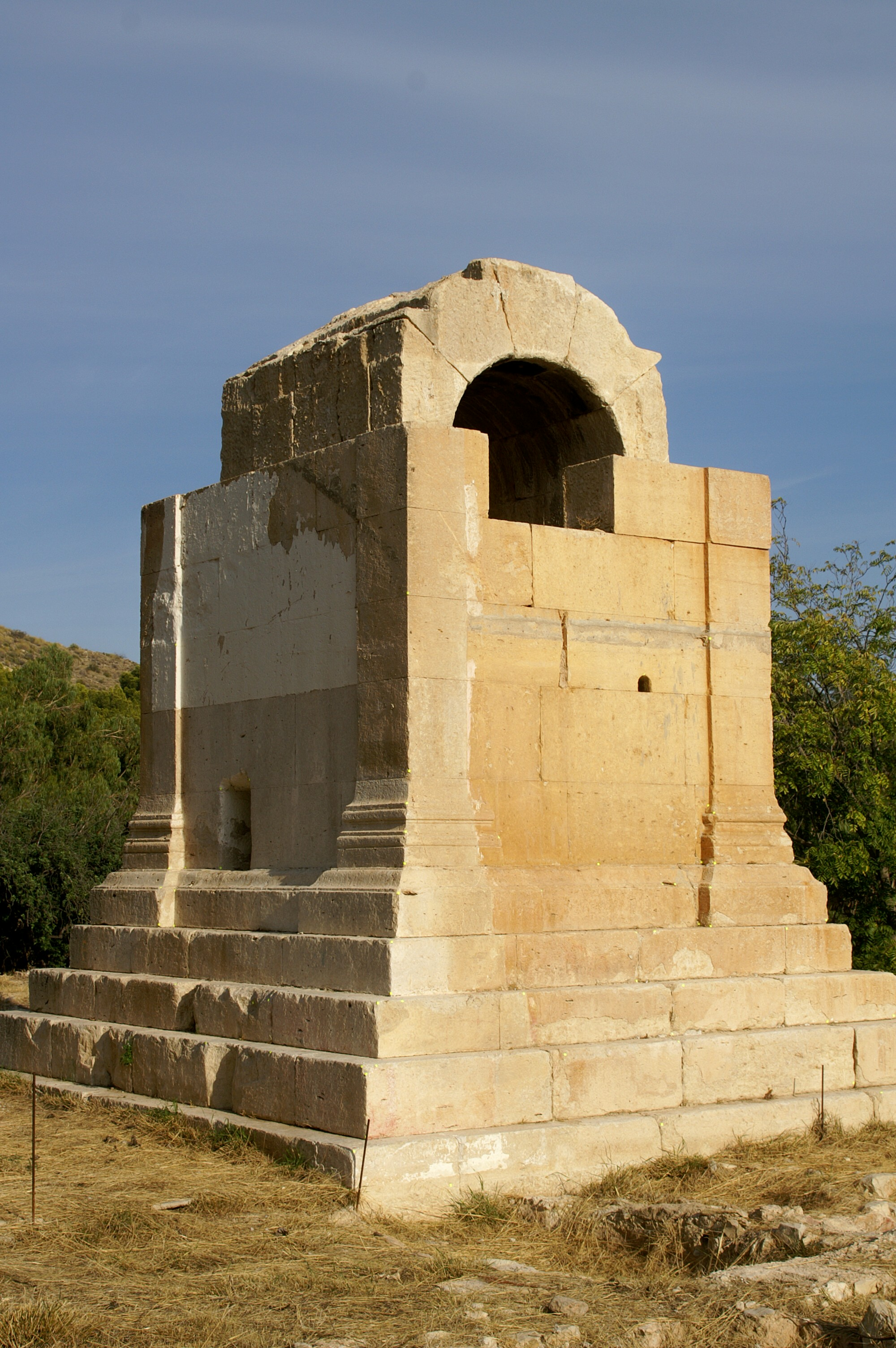
Torre de Hercules

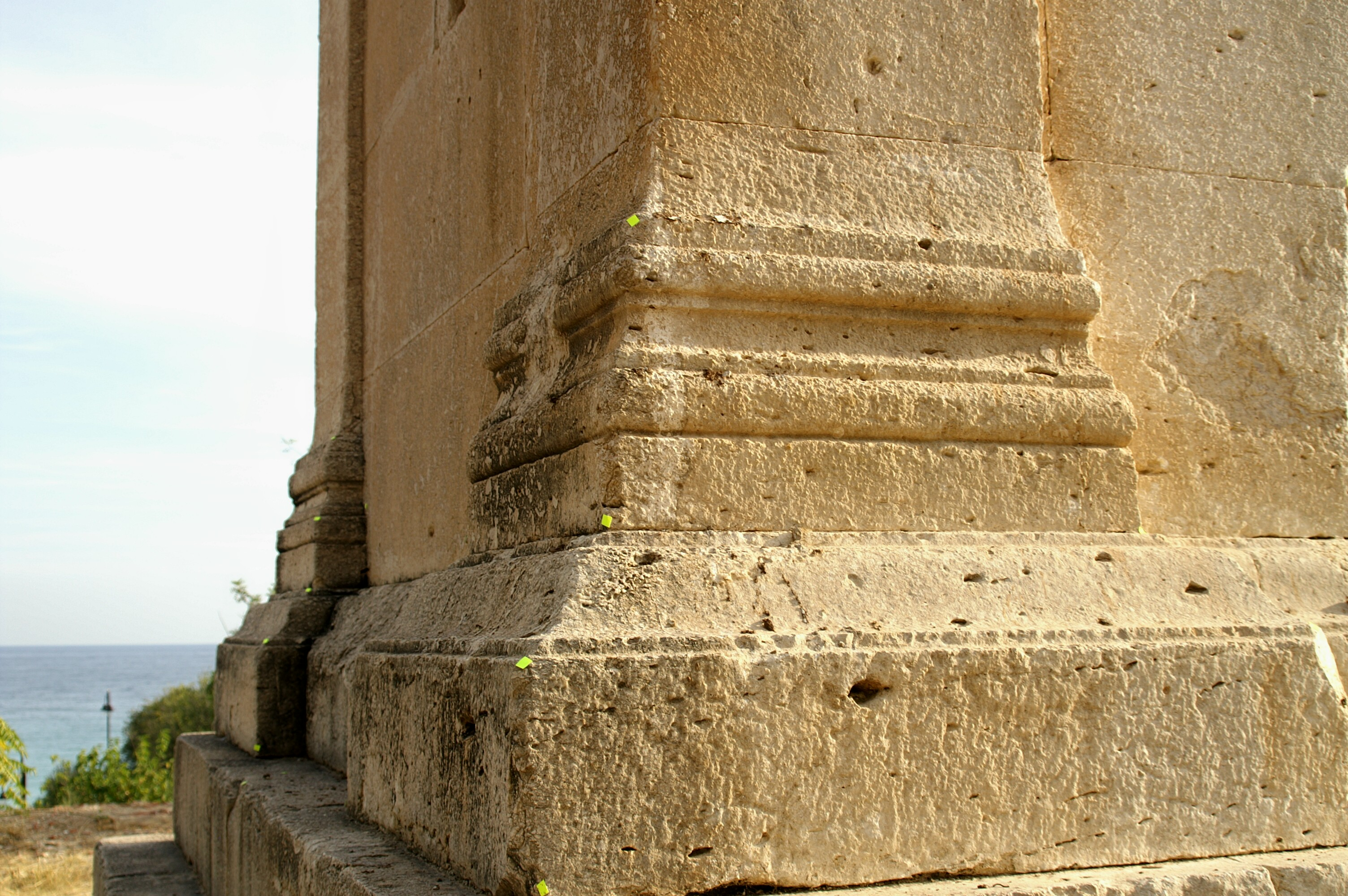
Basis eines Eckpilasters

Der Torre de Hércules (Torre de San José) in Villajoyosa, einer Stadt in der Provinz Alicante der Autonomen Region Valencia (Spanien), ist ein Mausoleum aus dem zweiten Drittel des 2. Jahrhunderts nach Christus. Das Grabmonument ist ein geschütztes Baudenkmal.

## Beschreibung
Das Mausoleum mit einer Breite von 6,40 Meter und einer heutigen Höhe von 5,95 Meter besitzt vier stufenförmig zurücktretende Quaderschichten als Unterbau. Der im Grundriss rechteckige Bau mit Eckpilastern ähnelt einem Turm. Der obere Abschluss, auf Zeichnungen des 18. Jahrhunderts noch zu sehen, fehlt. Fragmente wie ein Pilasterkapitell, ein Architrav und Teile des Gesims wurden gefunden. Die an den Ecken leicht heraustretenden Pilaster stehen auf einer vorstehenden Sockelebene. Der Torre dels Escipions ist ein weiteres Beispiel dieser turmartigen Grabmonumente.